# Ватерполо за мушкарце на Летњим олимпијским играма
Ватерполо на олимпијским играма се појавио први пут на другим Олимпијским играма у Паризу 1900 године. Ватерполо за жене је први пут укључен у програм Олимпијских игара у Сиднеју 2000. године.
Систем такмичења се често мењао. До 1984. нису се играле утакмице за прво и треће место него се финални део играо у групи. Број екипа се такође мењао од 4 екипе 1900. до 16 екипа 1972, да би се од 1976. до данас број екипа усталио на 12.
Највише успеха имала је репрезентација Мађарске која је 9 пута освојила прво, три пута друго и четири пута треће место.

## Освајачи медаља у ватерполу
| 1900. детаљи | Париз          | Уједињено Краљевство | 7:2              | Белгија            | Француска / Француска               |                  | -                    |
| 1904. детаљи | Сент Луис      | Сједињене Државе     | (2)              | Сједињене Државе   | Сједињене Државе                    |                  | -                    |
| 1908. детаљи | Лондон         | Уједињено Краљевство | 9:2              | Белгија            | Шведска                             | (3)              | Холандија            |
| 1912. детаљи | Стокхолм       | Уједињено Краљевство | (3)              | Шведска            | Белгија                             | (3)              | Аустријско царство   |
| 1920. детаљи | Антверпен      | Уједињено Краљевство | 3:2              | Белгија            | Шведска                             | (3)              | Сједињене Државе     |
| 1924. детаљи | Париз          | Француска            | 3:0              | Белгија            | Сједињене Државе                    | 3:2              | Шведска              |
| 1928 детаљи  | Амстердам      | Немачка              | 5:2              | Мађарска           | Француска                           | 8:1              | Уједињено Краљевство |
| 1932. детаљи | Лос Анђелес    | Мађарска             | Берг. систем (4) | Немачка            | Сједињене Државе                    | Берг. систем (4) | Јапан                |
| 1936. детаљи | Берлин         | Мађарска             | Берг. систем (4) | Немачка            | Белгија                             | Берг. систем (4) | Француска            |
| 1948. детаљи | Лондон         | Италија              | Берг. систем (4) | Мађарска           | Холандија                           | Берг. систем (4) | Белгија              |
| 1952. детаљи | Хелсинки       | Мађарска             | Берг. систем (4) | Југославија        | Италија                             | Берг. систем (4) | Сједињене Државе     |
| 1956. детаљи | Мелбурн        | Мађарска             | Берг. систем (4) | Југославија        | Совјетски Савез                     | Берг. систем (4) | Италија              |
| 1960. детаљи | Рим            | Италија              | Берг. систем (4) | Совјетски Савез    | Мађарска                            | Берг. систем (4) | Југославија          |
| 1964. детаљи | Токио          | Мађарска             | Берг. систем (4) | Југославија        | Совјетски Савез                     | Берг. систем (4) | Италија              |
| 1968. детаљи | Мексико сити   | Југославија          | 13:11 (прод.)    | Совјетски Савез    | Мађарска                            | 9:4              | Италија              |
| 1972, детаљи | Минхен         | Совјетски Савез      | 3:3 (4)          | Мађарска           | Сједињене Државе                    | 4:4 (4)          | Западна Немачка      |
| 1976. детаљи | Монтреал       | Мађарска             | Берг. систем (4) | Италија            | Холандија                           | Берг. систем (4) | Румунија             |
| 1980. детаљи | Москва         | Совјетски Савез      | Берг. систем (4) | Југославија        | Мађарска                            | Берг. систем (4) | Шпанија              |
| 1984. детаљи | Лос Анђелес    | Југославија          | Берг. систем (4) | Сједињене Државе   | Западна Немачка                     | Берг. систем (4) | Шпанија              |
| 1988. детаљи | Сеул           | Југославија          | 9:7 (прод.)      | Сједињене Државе   | Совјетски Савез                     | 14:13            | Западна Немачка      |
| 1992. детаљи | Барселона      | Италија              | 9:8 (прод.)      | Шпанија            | Уједињени тим на олимпијским играма | 8:4              | Сједињене Државе     |
| 1996. детаљи | Атланта        | Шпанија              | 7:5              | Хрватска           | Италија                             | 20:18 (прод.)    | Мађарска             |
| 2000. детаљи | Сиднеј         | Мађарска             | 13:6             | Русија             | Југославија                         | 8:3              | Шпанија              |
| 2004. детаљи | Атина          | Мађарска             | 8:7              | Србија и Црна Гора | Русија                              | 6:5              | Грчка                |
| 2008. детаљи | Пекинг         | Мађарска             | 14:10            | Сједињене Државе   | Србија                              | 6:4              | Црна Гора            |
| 2012. детаљи | Лондон         | Хрватска             | 8:6              | Италија            | Србија                              | 12:11            | Црна Гора            |
| 2016. детаљи | Рио де Жанеиро | Србија               | 11:7             | Хрватска           | Италија                             | 12:10            | Црна Гора            |
| 2020. детаљи | Токио          | Србија               | 13:10            | Грчка              | Мађарска                            | 9:5              | Шпанија              |
| 2024. детаљи | Париз          | Србија               | 13:11            | Хрватска           | Сједињене Државе                    | 11:8 (петерци)   | Мађарска             |

(1) Утакмица за треће место није играна. 

(2) Демонстративни турнир. 

(3) Утакмица није играна. 

(4) Финални турнир се играо у групи по лига систему.

## Биланс медаља
Стање након Олимпијских игара 2024.
| Држава               |    |    |    |    |
| -------------------- | -- | -- | -- | -- |
| Мађарска             | 9  | 3  | 4  | 16 |
| Србија 1             | 6  | 5  | 3  | 14 |
| Уједињено Краљевство | 4  | 0  | 0  | 4  |
| Италија              | 3  | 2  | 3  | 8  |
| Русија 2             | 2  | 3  | 5  | 10 |
| Хрватска             | 1  | 3  | 0  | 4  |
| Немачка              | 1  | 2  | 0  | 3  |
| Шпанија              | 1  | 1  | 0  | 2  |
| Француска            | 1  | 0  | 3  | 4  |
| Белгија              | 0  | 4  | 2  | 6  |
| Сједињене Државе     | 0  | 3  | 4  | 7  |
| Шведска              | 0  | 1  | 2  | 3  |
| Грчка                | 0  | 1  | 0  | 1  |
| Холандија            | 0  | 0  | 2  | 2  |
| Западна Немачка      | 0  | 0  | 1  | 1  |
| Укупно               | 28 | 28 | 19 | 85 |

1 Међународни олимпијски комитет и ФИНА сматрају Олимпијски комитет Србије и Ватерполо савез Србије као правне наследнике Југословенског олимпијског комитета и Олимпијског комитета Србије и Црне Горе, као и одговарајућих ватерполо савеза, па све медаље које су освојене од 1920. године приписује српским савезима.
2 Међународни олимпијски комитет и ФИНА сматрају Олимпијски комитет Русије и Ватерполо савез Русије као правне наследнике Совјетског олимпијског комитета, као и одговарајућих ватерполо савеза, па све медаље које су освојене од 1920. године приписује Руском савезу.